# Ariella Kent
Ariella Kent es la Supergirl del siglo 853. Ella es un personaje de ficción de DC Comics que apareció por primera vez en Supergirl N.º 1.000.000, creada por Peter David y Dusty Abell.

## Historia
Cuando Linda Danvers intentó tomar el lugar de Kara Zor-El en el Universo pre-Crisis, ella ganó el corazón de la versión del Superman pre-Crisis de ese universo. Los dos se casaron y tuvieron una hija llamada Ariella Kent (R'E'L en kryptoniano). Cuando el Espectro vino a enviar a Linda de regreso al universo post-Crisis, y devolver la pre-Crisis a su estado original (y reemplazarla con Kara), Linda estaba de acuerdo con la condición de que se salvara Ariella. El Espectro aceptó sus condiciones, y cuando se limpiaron todos los rastros de la existencia de Linda Danvers de la era pre-Crisis, Ariella quedó sola vagando por el universo todo esto se cuenta en Retornos Felices. Poseyendo increíbles poderes a una tierna edad de 6 años, Ariella empezó a jugar en el espacio, causando devastación masiva sin saberlo. Su habilidad de viajar por el tiempo la llevó al siglo 853 donde salvó un planeta de la destrucción jugando con los invasores (y destruyendo todas sus naves y armas accidentalmente). Ella se encariñó demasiado al refugio de un alien, Dura que había estado huyendo de ella desde que casi había destruido su planeta. Ella lo llamó "Papi" (él la llamó "R'E'L, la Destructora de Mundos"), y él pudo usar su afecto para ejercer algún grado de autoridad sobre ella, y poner el universo a salvo. 
Después, ella viajó por el tiempo a la era post-Crisis, poco después de los eventos de los "Pecados de Juventud", y se encontró a su más nuevo compañero de juegos, Klarion el chico Brujo (quién pareció golpearlo con violencia con sus 6 y medio años de poder). Su paradero es desconocido, pero se supone que ella todavía está teniendo aventuras en alguna parte (según el trato que se hizo con el Espectro).

## Poderes
Por ser un híbrido con herencia de un metahumano/kryptoniano, Ariella posee inmensos poderes para su joven edad. Ella tiene fuerza sobrehumana increíble y velocidad. Puede volar, viajar a voluntad a través del tiempo, mover objetos vía telekinesis, teleportarse a cualquier parte que ella desee e incluso crea duplicados de sí misma. Es invulnerable y crece a una proporción sumamente lenta. Ella también tiene visión de rayos X y visión de calor. Debido a su alto nivel de poder y su joven edad, Ariella puede ser muy destructiva ya que no ha aprendido a contenerse usando sus habilidades.

## Post-Crisis Infinita
Según una entrevista con Newsarama, siguiendo los eventos de Crisis Infinita, Didio declaró que Supergirl/Matrix fue borrada de la existencia. Sin embargo, Geoff Johns declaró después, "en cuanto a esto... ¿eh? Linda Danvers no ha sido reconectada a la línea de tiempo actual". El personaje de Linda Danvers se usó en el cómic Reign in Hell del 2008, pero aún no se ha establecido la existencia de Ariella en el canon actual.